# Dicallaneura kausambides
Dicallaneura kausambides är en fjärilsart som beskrevs av Lambertus Johannes Toxopeus 1944. Dicallaneura kausambides ingår i släktet Dicallaneura och familjen Riodinidae. Inga underarter finns listade i Catalogue of Life.